# Црква брвнара у Орашцу
Црква брвнара у Орашцу, насељеном месту на територији општине Обреновац, подигнута је у периоду од 1816. до 1818. године као парохијска црква. Представља непокретно културно добро као споменик културе.

## Историјске прилике
Први записи о настанку прве цркве брвнаре у Орашцу датирају за почетак 19. века у Летопису цркве у Дрену, где се наводи да је црква спаљена од стране Турака 1804. године и да је тадашњи парох Добривоје Јеремић побегао у оближње село Орашац. У јарузи орашачке шуме је подигао цркву од прућа, највероватније 1807. године, коју је посетио народни гуслар Филип Вишњић две године касније (1809) и песмом храбрио устанике. Као место окупљања народа и устаника Турци су је, по предању, спалили 1813. године, када је спаљено и срушено село Орашац. 

## Обнова цркве
Друга црква брвнара је по запису из 1818. године на царским дверима иконостаса, да их поклања Никола Васић „за вечни спомен”, подигнута најраније годину или две раније, одмах после Другог српског устанка. О настанку и постојању цркве у Орашцу писао је Јоаким Вујић у својим „Путешествијима по Сербији”, а постоји и на списку новоизграђених и обновљених цркава за време владавине кнеза Милоша Обреновића, који је саставио пуковник Јованче Спасић, по захтеву самог кнеза.
Наредних година служила је као парохијска црква за села Орашац, Дрен, Вукићевицу и Ушће, све до 1869. године и посете Епископа шабачког Мојсија који је наложио да се црква затвори због оронулости и да се почну прикупљати средства за подизање нове или обнову постојеће. Поново је обновљена после 1874. године и служила је до 1895. године, када је у попису наведено да је због трошности затворена, те да се спрема градња нове цркве.

## Изглед цркве
Првобитно, по спољном изгледу црква брвнара се није разликовала од стамбених брвнара, осим издуженене архитектонске основе и крстовима на оба краја слемена четворосливног крова, који је покривен бибер црепом. Димензија 11,6x5,55 метра и висине 4,85 метра, грађена је од храстових талпи с темељима од опеке. Обрада конструктивног дела је безорнаментална, доста груба. Са преправком извршеном 1922. године црква је изгубила првобитни карактер, где су девластирани предмети из области сликарства и занатства, смањена површина и унутрашњи простор наменски другачије осмишљен. 

## Данашња црква
Пред крај 20. века црква брвнара је била потпуно запуштена, те је одлучено да се поново обнови. Крајем 1994. године освећени су нови темељи, измештени 50 метара на север у односу на постојећу цркву, на плацу који је поклонио Станислав Поповић. Радови су почели исте године и црква је завршена две године касније, када је 28. априла 1996. године освештао епископ далматински Лонгин. 
У нову цркву брвнару пренет је део иконостаса старе цркве, без горњег дела, који је пренет у нови храм у Дрену, по њеном подизању. Делове старог иконостаса и појединачне иконе радили су иконописци Јеремија Михаиловић, Никола Јовановић и непознати зограф из прве половине 19. века. 